# 霍蘭德 (喬治亞州)
霍蘭德（英語：Holland）是位於美國喬治亞州查圖加縣的一個非建制地區。該地的面積和人口皆未知。

## 地理
霍蘭德的座標為34°21′07″N 85°22′21″W / 34.35194°N 85.37250°W，而該地的平均海拔高度為213米（即699英尺）。